# Hedychium convexum
Hedychium convexum är en enhjärtbladig växtart som beskrevs av Shao Quan Tong. Hedychium convexum ingår i släktet Hedychium och familjen Zingiberaceae. Inga underarter finns listade i Catalogue of Life.